# Etnozoologia
Etnozoologia é o estudo multidisciplinar das relações entre as culturas humanas e o os animais. Isso inclui a classificação e nomenclatura das formas zoológicas através do conhecimento popular etnotaxonomia e o uso de animais domésticos e selvagens. É um dos principais ramos da etnobiologia e compartilha muitas metodologias e considerações teóricas com a etnobotânica.

## Subdivisões
- Etnoictiologia
- Etnocarcinologia
- Etnomalacologia
- Etnomiriapodologia
- Etnoparasitologia
- Etnoentomologia
- Etnoornintologia
- Etnoprimatologia